# Modelo AK
O modelo AK de crescimento econômico é um modelo de crescimento endógeno usado na teoria do crescimento econômico, um sub campo da macroeconomia moderna. Na década de 1980, tornou-se progressivamente mais claro que os modelos de crescimento exógenos neoclássicos padrão eram teoricamente insatisfatórios como ferramentas para explorar o crescimento de longo prazo, já que esses modelos previam economias sem mudança tecnológica e acabariam convergindo para um estado estacionário, com crescimento zero per capita. Uma razão fundamental para isso é o retorno decrescente do capital; A principal propriedade do modelo de crescimento endógeno de AK é a ausência de retornos decrescentes para o capital. Em vez dos retornos decrescentes de capital implicados pelas parametrizações usuais de uma função de produção Cobb-Douglas, o modelo AK usa um modelo linear em que a saída é uma função linear do capital. Sua aparência na maioria dos livros didáticos é a introdução da teoria do crescimento endógeno. 

## Origem do conceito
Nos modelos de crescimento neoclássico, presume-se que a economia atinja um estado estável no qual todas as variáveis macroeconômicas cresçam na mesma proporção e, na ausência de progresso tecnológico, o crescimento per capita dessas variáveis macroeconômicas acabará por cessar. Este tipo de preposições neoclássicas tem a semelhança com os conteúdos filosóficos em David Ricardo e Thomas Malthus. A suposição básica subjacente da filosofia neoclássica é que os retornos decrescentes do capital operam no processo de produção. 
Em meados da década de 1980, um novo começo da teoria do crescimento foi lançado por Paul Romer em 1986, onde ele tentou explicar o processo de crescimento de uma maneira diferente. Assim, a insatisfação do modelo neoclássico motivou a construção de novas teorias de crescimento em que a determinação-chave das teorias do crescimento é endógena no modelo, já que nessas novas teorias o crescimento de longo prazo não é determinado por fatores exógenos que estabelecem teorias de crescimento endógeno. 
A versão mais simples do modelo endógeno são modelos AK que assumem taxa de poupança exógena constante e nível fixo de tecnologia. A suposição mais rígida desse modelo é que a função de produção não inclui retornos decrescentes para o capital. Isso significa que, com essa forte suposição, o modelo pode levar ao crescimento endógeno. 

## Representação gráfica do modelo
A função de produção do modelo AK é um caso especial de uma função Cobb-Douglas com retornos constantes de escala. 
{\displaystyle Y=AK^{a}L^{1-a}\,}
Essa equação mostra uma função Cobb-Douglas em que {\displaystyle Y} representa a produção total em uma economia. {\displaystyle A} representa a produtividade total dos fatores, {\displaystyle K} é capital, {\displaystyle L} é trabalho e o parâmetro  {\displaystyle a} mede a elasticidade de saída do capital. Para o caso especial em que {\displaystyle a=1}, a função de produção torna-se linear no capital e não tem a propriedade de diminuir os retornos de escala no estoque de capital, o que prevaleceria para qualquer outro valor da intensidade de capital entre 0 e 1. 
- {\displaystyle n} = taxa de crescimento populacional
- {\displaystyle \delta \ } = depreciação
- {\displaystyle k} = capital por trabalhador
- {\displaystyle y} = produto / rendimento por trabalhador
- {\displaystyle L} = força de trabalho
- {\displaystyle s} = taxa de poupança

De uma forma alternativa,  {\displaystyle Y=AK}, em que {\displaystyle K} incorpora tanto o capital físico como o capital humano.
{\displaystyle Y=AK}
Na equação acima, {\displaystyle A} é o nível de tecnologia que é constante positiva e {\displaystyle K} representa o volume de capital. Assim, a produção per capita é:
{\displaystyle {\frac {Y}{L}}=A\cdot {\frac {K}{L}}} ou seja,   {\displaystyle y=Ak}
O modelo pressupõe implicitamente que o produto médio do capital é igual ao produto marginal do capital que é equivalente a: 
{\displaystyle A>0}
O modelo assume novamente que a força de trabalho está crescendo a uma taxa constante 'n' e não há depreciação do capital. (δ = 0) Nesse caso, a equação diferencial básica do modelo de crescimento neoclássico seria:
{\displaystyle k(t)=s\cdot f(k)-nk}
Consequentemente,  {\displaystyle {\frac {k(t)}{k}}=s\cdot {\frac {f(k)}{k}}-n}
Mas no modelo  {\displaystyle {\frac {f(k)}{k}}=A}
Portanto,  {\displaystyle {\frac {k(t)}{k}}=s\cdot A-n}

## Leitura complementar
- Acemoglu, Daron. «First-Generation Models of Endogenous Growth». Introduction to Modern Economic Growth. [S.l.: s.n.] ISBN 978-0-691-13292-1  Acemoglu, Daron. «First-Generation Models of Endogenous Growth». Introduction to Modern Economic Growth. [S.l.: s.n.] ISBN 978-0-691-13292-1  Acemoglu, Daron. «First-Generation Models of Endogenous Growth». Introduction to Modern Economic Growth. [S.l.: s.n.] ISBN 978-0-691-13292-1
- Barro, Robert J.; Sala-i-Martin, Xavier. «One-Sector Models of Endogenous Growth». Economic Growth. [S.l.: s.n.] ISBN 0-262-02553-1  Barro, Robert J.; Sala-i-Martin, Xavier. «One-Sector Models of Endogenous Growth». Economic Growth. [S.l.: s.n.] ISBN 0-262-02553-1  Barro, Robert J.; Sala-i-Martin, Xavier. «One-Sector Models of Endogenous Growth». Economic Growth. [S.l.: s.n.] ISBN 0-262-02553-1